# Bethlen Miklós (újságíró)
Bethlen Miklós (Gáldtő, 1817/1820. november 15. – Budapest, 1900. január 20.) újságíró, huszárőrnagy, főrendiházi főterembiztos.

## Életútja

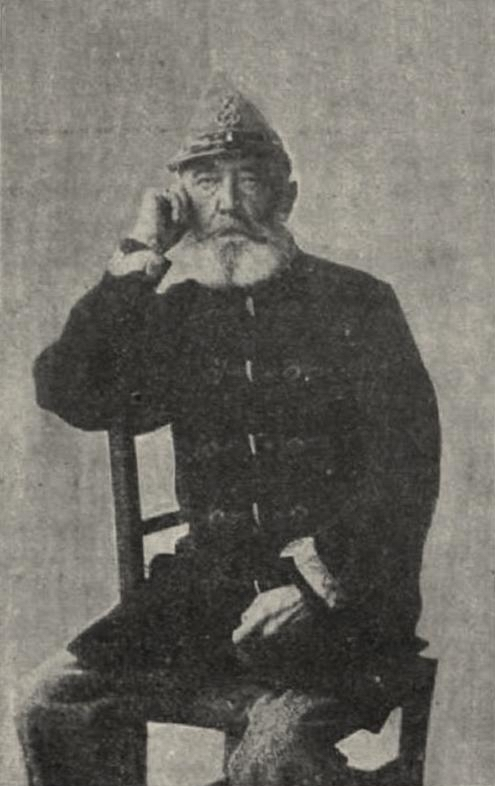
Bethlen Miklós

Édesapja gróf Bethlen Imre belső titkos tanácsos- és Alsó-Fehérmegye főispánja, édesanyja Bethlen Rozália volt. Tanulmányait (a jogot is) a nagyenyedi és kolozsvári kollégiumban végezte; 1835-ben kadétnak lépett be a dzsidás-ezredbe; 1836-ban a József nádor-huszárezredben hadnagy lett, ahol 1840-ig szolgált. Ezután visszavonult, megházasodott és gazdálkodásba kezdett: lótenyésztéssel és lókereskedéssel foglalkozott.
1848-ban előbb a Küküllő megyei nemzetőrök parancsnoka, később a Mátyás-huszárok őrnagyává nevezte ki Bem József, egyúttal megtette a lovas tanosztály parancsnokává. Az 1848/49-es ütközetek közül tizennégyben vett részt, köztük Nagyszeben bevételében. A világosi fegyverletétel után menekülnie kellett, de elfogták és 10 évi várfogságra ítélték, később családja közbenjárására amnesztiát kapott. A honvédség felállítása után a 7. zászlóalj őrnagyává nevezték ki és Mezőtúrra költözött. 1875-ben a honvédség kötelékéből végleg kilépett és először a képviselőháznál lett terembiztos, utána a főrendiháznál főterembiztosi állását 1899-ig viselte, amikor is felvetette magát az Országos Honvédmenházba. Egy évvel később hunyt el, a Kerepesi úti temetőben helyezték örök nyugalomra 1900. január 22-én.
Amikor 1861-ben Pestre költözött, hírlapírással is foglalkozott. A Pesti Naplónál báró Kemény Zsigmond szerkesztő alatt dolgozott és sport-cikkeket írt a lapba; a Fővárosi Lapokba tárcacikkeket írt Őszinte vallomások és Marianna címmel. A Honvéd lapnak 1867-70 között volt munkatársa. Az Egyetértésbe is küldött jelentéseket Sztáray Antal gróf vadászatairól; a Vadász- és Versenylapban pedig a királyi róka-kopó-falka-vadászatokról közölt cikkeket.
Első felesége hilibi Gál Anna (1822-1851), Gál László (†1848), jogtudós, író és báró Apor Teréz lánya volt, akivel 1840. április 20-án lépett házasságra. Frigyükből 3 leány született (Rozália, Emma, Anna). Első neje halála után újranősült, 1854. szeptember 14-én Kolozsvárott feleségül vette Petrichevich-Horváth Ida írónőt, aki Iduna, Izidora álnév alatt jelentette meg költeményeit. Tőle született Sarolta nevű lánya.